# Centrum grupy
Centrum grupy je pojem užívaný v abstraktní algebře. Jde o podgrupu, jejíž každý člen komutuje s libovolným členem grupy. To odpovídá prvkům grupy, které mají v působení na sobě pomocí vnitřních automorfismů jednoprvkovou orbitu.

## Definice
Centrem grupy {\displaystyle {\mathcal {G}}=(G,\odot ,^{-1},e)} myslíme množinu {\displaystyle \{h\in G|\forall g\in G:g\odot h=h\odot g\}.}
Tedy množinu všech prvků z {\displaystyle G}, které s každým prvkem z {\displaystyle G} vyhovují komutativnímu zákonu. Ve zbytku článku jej budeme značit {\displaystyle Z(G)}.

## Lemma
Nechť {\displaystyle {\mathcal {G}}=(G,\odot ,^{-1},e)} je grupa. Pak {\displaystyle Z(G)\trianglelefteq G} (centrum grupy G je její normální podgrupa).

### Důkaz
Rozmyslete si, že {\displaystyle Z(G)} je uzavřené na {\displaystyle \odot } (tj. pokud {\displaystyle h,g\in Z(G)}, pak i {\displaystyle h\odot g\in Z(G)}) a {\displaystyle e\in Z(G)} (připomeňme, že prvek {\displaystyle e} jednotkový prvek grupy {\displaystyle G}, pokud {\displaystyle \forall g\in G:g\odot e=e\odot g=g}).
Pokud je {\displaystyle g\in Z(G)}, pak {\displaystyle g^{-1}\odot h=(h^{-1}\odot g)^{-1}=(g\odot h^{-1})^{-1}=h\odot g^{-1}}. Tím jsme ukázali, že {\displaystyle g^{-1}\in Z(G)}.
Zatím jsme dokázali, že {\displaystyle Z(G)} je grupa, víme, že se skládá jen z prvků {\displaystyle G}, takže je to podgrupa {\displaystyle G.} Pro dokončení důkazu ještě potřebujeme, aby byla normální.
Vezměme si libovolné {\displaystyle g\in Z(G)} a jakékoli {\displaystyle h\in G.} Pak {\displaystyle h\odot g\odot h^{-1}=h\odot h^{-1}\odot g=e\odot g=g}. Tedy {\displaystyle h\odot g\odot h^{-1}\in Z(G)} a proto je {\displaystyle Z(G)} normální podgrupa {\displaystyle G.}

## Poznámka
Nosič {\displaystyle G} každé grupy {\displaystyle {\mathcal {G}}=(G,\odot ,^{-1},e)} může být zapsán takto: {\displaystyle G=Z(G)\cup ^{disj.}\bigcup _{h\in I}^{disj.}O_{h}}, kde {\displaystyle O_{h}} je orbita prvku {\displaystyle h\in G} vzhledem k vnitřnímu automorfismu a {\displaystyle I} je množina representantů alespoň dvouprvkových orbit grupy {\displaystyle G}.

## Důsledek
Je-li {\displaystyle {\mathcal {G}}=(G,\odot ,^{-1},e)} konečná grupa, pak {\displaystyle |G|=|Z(G)|+\sum _{h\in I}[G:C_{h}]}, kde {\displaystyle I} je množina representantů alespoň dvouprvkových orbit grupy {\displaystyle G} a {\displaystyle [G:C_{h}]} je index stabilisátoru prvku {\displaystyle h}.

## Další Důsledek
Nechť {\displaystyle {\mathcal {G}}=(G,\odot ,^{-1},e)} je grupa řádu {\displaystyle |G|=p^{n}}, kde {\displaystyle p} je prvočíslo a {\displaystyle 0<n\in \mathbb {N} }. Pak {\displaystyle |Z(G)|>1}.

## Věta
Ať {\displaystyle {\mathcal {G}}} je grupa řádu {\displaystyle p^{2}}, kde {\displaystyle p} je prvočíslo. Pak {\displaystyle {\mathcal {G}}} je komutativní a buď {\displaystyle {\mathcal {G}}\backsimeq \mathbb {Z} _{p^{2}}} nebo {\displaystyle {\mathcal {G}}\backsimeq \mathbb {Z} _{p}\times \mathbb {Z} _{p}}

### Důkaz
Využívá pojmu centrum grupy a proto sem byla tato věta zařazena (jako pozvánka ke studiu algebry). Jinak je delší a zvídavý čtenář si jej může vyhledat v literatuře uvedené na konci článku.